# Лесной (Тацинский район)
Лесно́й — хутор в Тацинском районе Ростовской области.
Входит в состав Верхнеобливского сельского поселения.
Население 66 человек.

## География
На хуторе имеется одна улица — Лесная.

## Население
| 2010 |
| ---- |
| 33   |